# Gaetano Russo
Gaetano Russo (Acireale, 14 gennaio 1950) è un attore italiano.

## Biografia
Ha recitato in una ventina di film, in alcuni dei quali con lo pseudonimo di Ronald Russo. Nel 2006 dirige il suo primo film Crazy blood.
Nel 2020 ha scritto e diretto il suo secondo lungometraggio Abisso nero.

## Filmografia

### Cinema
- Continuavano a chiamarli... er più e er meno, regia Giuseppe Orlandini (1972)
- Mussolini ultimo atto, regia di Carlo Lizzani (1974)
- L'assassino ha riservato nove poltrone, regia di Giuseppe Bennati (1974)
- Carambola, regia di Ferdinando Baldi (1974)
- Roma a mano armata, regia di Umberto Lenzi (1976)
- Squadra antiscippo, regia di Bruno Corbucci (1976)
- La svastica nel ventre, regia di Mario Caiano (1977)
- I peccati di una giovane moglie di campagna, regia di Alfredo Rizzo (1977)
- I vizi morbosi di una governante, regia di Filippo Walter Ratti (1977)
- Thrauma, regia di Gianni Martucci (1980)
- Ladyhawke, regia di Richard Donner (1985)
- The Black Cobra, regia di Stelvio Massi (1987)
- I frati rossi, regia di Gianni Martucci (1988)
- Hansel e Gretel, regia di Giovanni Simonelli (1990)
- Le porte dell'inferno, regia di Umberto Lenzi (1990)
- Detective Malone, regia di Umberto Lenzi (1991)
- Caged - Le prede umane, regia di Leandro Lucchetti (1991)
- Belle da morire, regia di Riccardo Sesani (1992)
- La caccia, il cacciatore, la preda, Andrea Marzari (1995)
- Delitti a luce rossa, regia di Pasqualino Fanetti (1996)
- L'isola dei morti viventi, regia di Bruno Mattei (2006)

### Televisione
- Con gli occhi dell'assassino, regia di Corrado Colombo – film TV (2001)

### Regia, sceneggiatore e attore
- Crazy blood (2006)
- Abisso nero (2020)

## Doppiatori italiani
- Renato Cortesi in L'assassino ha riservato nove poltrone
- Carlo Valli in Le porte dell'inferno